# Lenka Tvarošková
Lenka Tvarošková (* 14. února 1982, Bratislava, Československo) je slovenská profesionální tenistka, která dosud vyhrála 1 turnaj ITF ve dvouhře a 12 ve čtyřhře, žádný pak na okruhu WTA. Na žebříčku WTA byla nejvýše klasifikovaná ve dvouhře na 215. místě (8. červen 2009). Jako nejoblíbenější povrch uvádí antuku. Trénuje ji Dušan Sadecký.